# Savvas Mavridīs
Savvas Mavridīs (in greco Σάββας Μαυρίδης?; Alessandria d'Egitto, ... – ...; fl. XX secolo) è stato un pallanuotista greco.
Ha rappresentato la Grecia nel torneo di pallanuoto ai Giochi di Anversa 1920.